# 尼尔斯·加布里埃尔·塞弗斯特瑞姆
尼尔斯·加布里埃尔·塞弗斯特瑞姆（瑞典語：Nils Gabriel Sefström，1787年6月2日—1845年11月30日），瑞典化学家也是贝采里乌斯的学生。1830年在研究钢的脆性时塞弗斯特瑞姆重新发现了新的化学元素，他将之命名为“钒”（vanadium）。
钒最早是在1801年时由西班牙和墨西哥矿物学家安德烈·曼纽尔·德·里奥通过研究钒铅矿首次发现的。他将之命名为erythronium。后来弗里德里希·维勒确认钒和erythronium是同一物质。
1815年尼尔斯·加布里埃尔·塞弗斯特瑞姆成为瑞典皇家科学院院士。